# Nina Badrić
Nina Badrić (* 4. července 1972 Záhřeb) je chorvatská zpěvačka.
V roce 2012 se zúčastnila písničkové soutěže Velká cena Eurovize s písní „Nebo“.
- Godine nestvarne - (1995)
- Personality - (1997)
- Unique - (1999)
- Nina - (2000)
- Ljubav - (2003)
- 07 - (2007)
- NeBo - (2011)